# Romolo e Remo
Romolo e Remo (bra: Rômulo e Remo; prt: Os Gigantes de Roma) é um filme italiano de 1961, dos gêneros ação e aventura, dirigido por Sergio Corbucci e com música de Piero Piccioni.

## Sinopse
A história da fundação de Roma, através da lenda dos irmãos abandonados em uma cesta e amamentados por uma loba, que crescem para se tornarem os fundadores dessa fabulosa cidade.

## Elenco
- Steve Reeves ....... Romolo
- Gordon Scott ....... Remo
- Virna Lisi ....... Julia
- Jacques Sernas ....... Curzio
- Massimo Girotti ....... Tazio
- Ornella Vanoni ....... Tarpeja
- Franco Volpi ....... Amulio
- Laura Solari ....... Rea Silvia
- Piero Lulli ....... Sulpicius
- José Greci ....... Estia
- Gianni Musy ....... Glori
- Andrea Bosic ....... Faustolo
- Enrico Glori ....... Priest
- Franco Balducci ....... Acilio
- Germano Longo ....... Scebro